# فرانك كاميرون جاكسون
فرانك كاميرون جاكسون (بالإنجليزية: Frank Cameron Jackson)‏ هو فيلسوف نظرية المعرفة ‏ وفيلسوف أسترالي، ولد في 1943 في أستراليا.

## وصلات خارجية
- فرانك كاميرون جاكسون على موقع الموسوعة البريطانية (الإنجليزية)